# حديقة الرحبي

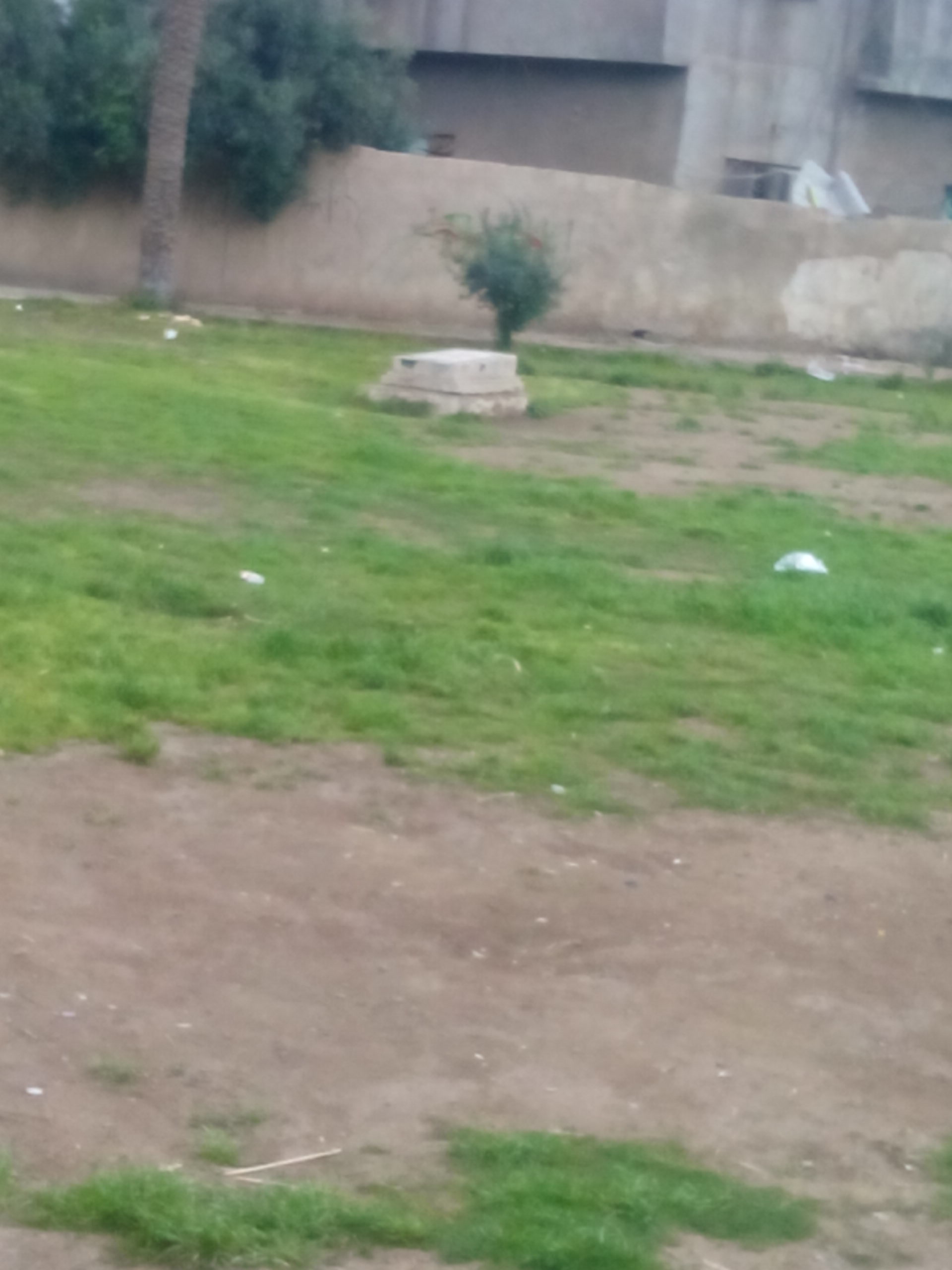
قبر الامام الطبري في حديقة الرحبي 2017

حديقة الرحبي (أو رحبة يعقوب)، هي حديقة عامة، كبيرة واسعة المساحة تبلغ مساحتها حوالي عشرة آلاف متر مربع تقريبا، في شارع عشرين في المحلة 314 في حي الأعظمية، تقع الحديقة في جانب الرصافة من بغداد عاصمة العراق. كانت مقصداً لتنزه العوائل، ثم صار جزءٌ منها سوقاً للطيور.

## قبر الإمام الطبري

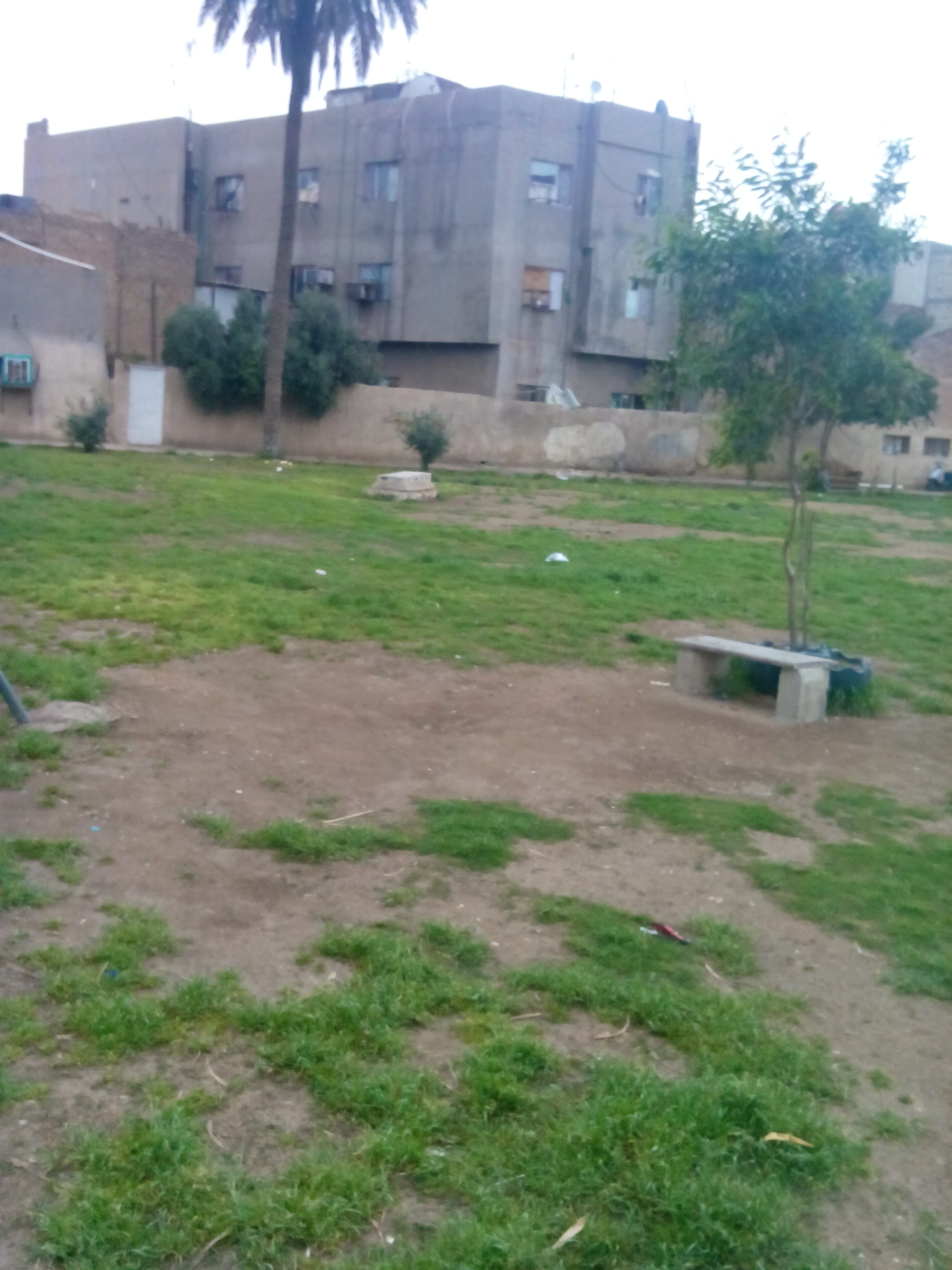
مشهد قبر الامام الطبري في جانب الحديقة

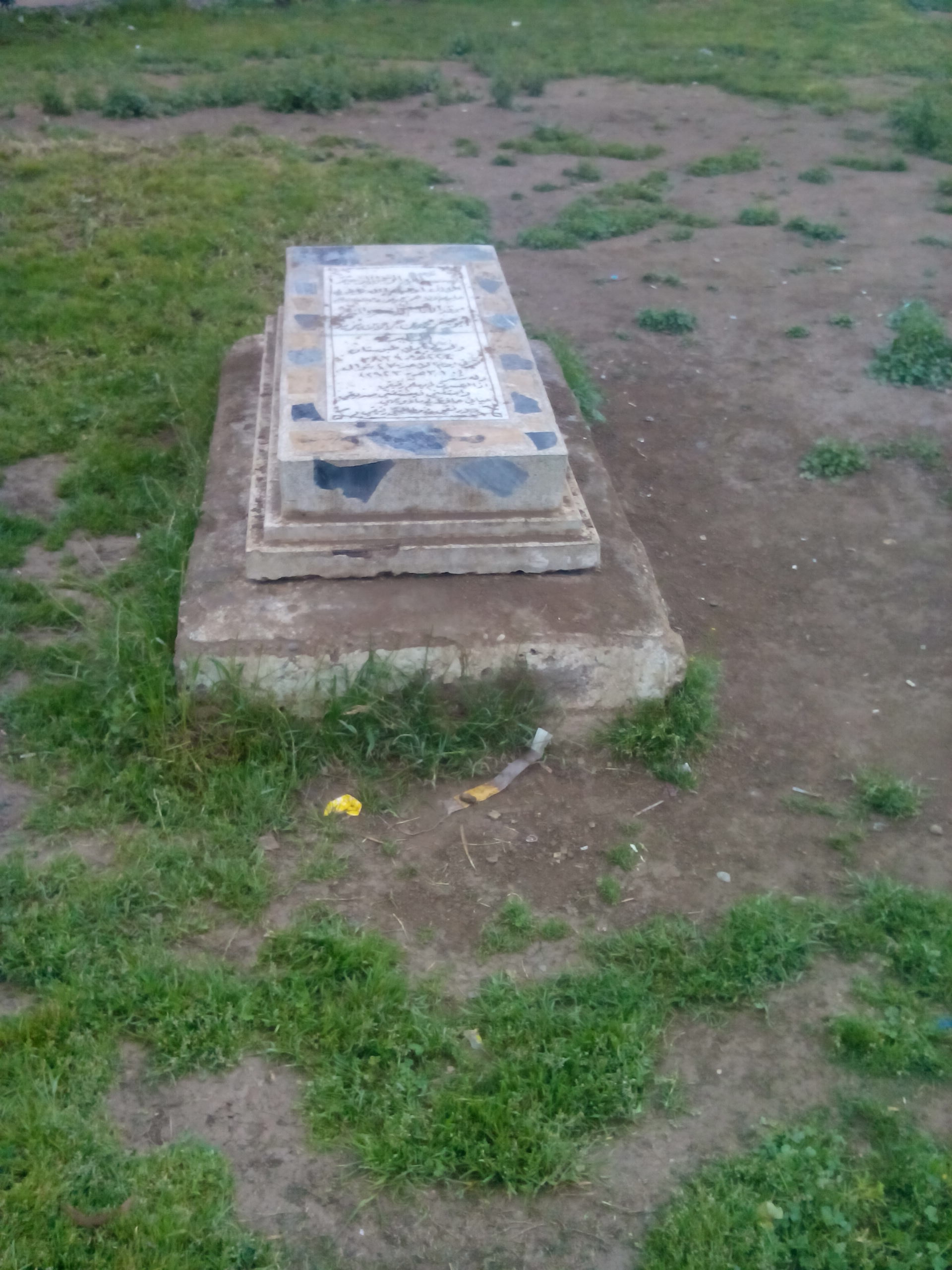
شاهد قبر الامام الطبري في حديقة الرحبي

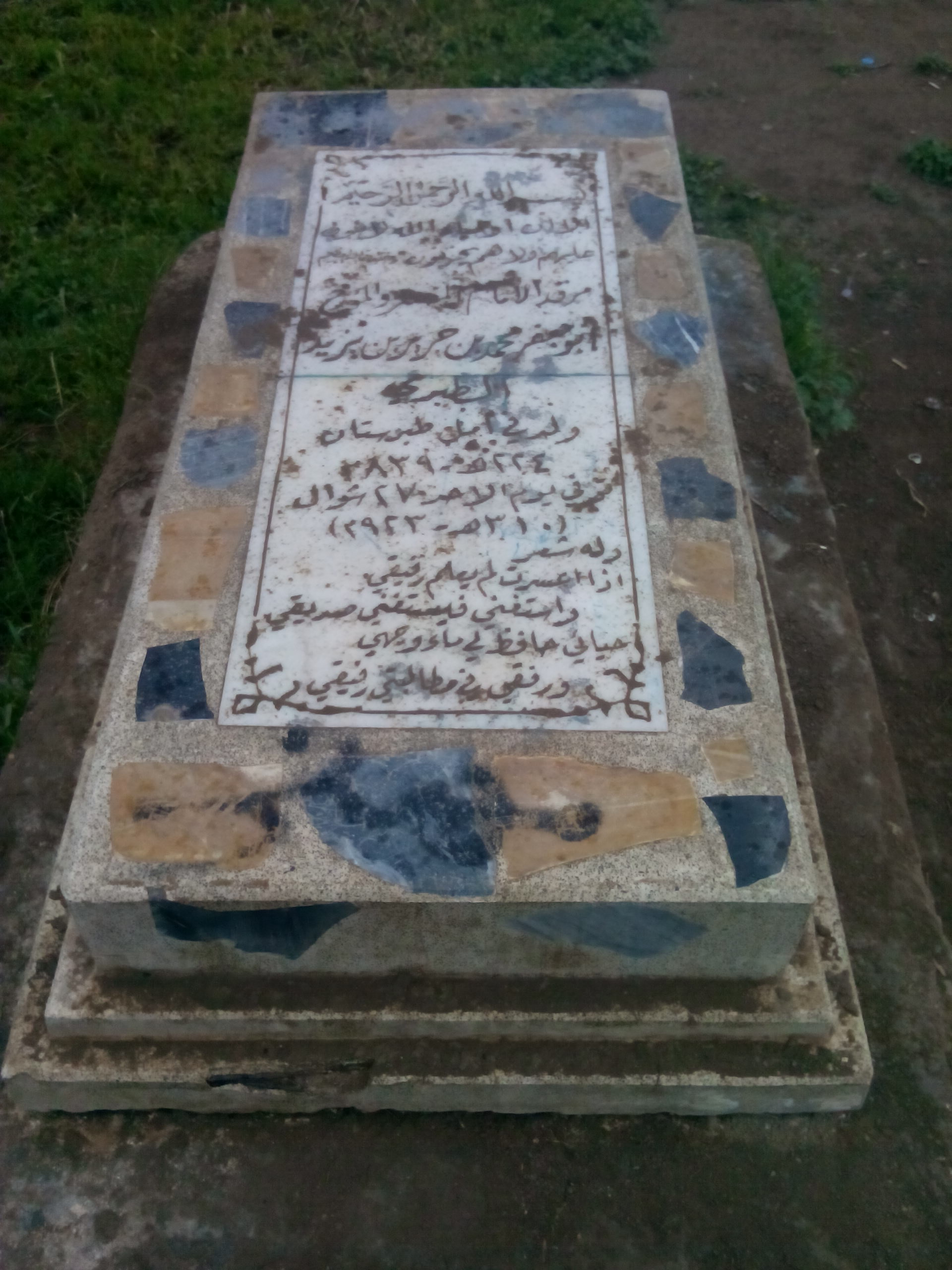
شاهد قبر الامام الطبري في الحديقة

وفي الحديقة متنزه للأطفال ومركز صحي تعاوني، وعلى جانب منها يوجد قبر ومرقد الامام أبو جعفر محمد بن جرير الطبري الذي دفن في (رحبة يعقوب)، المنسوبة إلى يعقوب بن داود مولى بني سليم وزير المهدي بن منصور.
وجد القبر عندما هدمت المساكن القديمة حولها وتوسعتها، وحدد موقع قبر الإمام الطبري من قبل لجنة من علماء الآثار والمؤرخين ولقد ذكر ذلك الدكتور ابراهيم العلاف في مدونتهِ حيث قال: (في 25 ايار سنة 2002 وافق مجلس الوزراء العراقي السابق على إحياء دار الإمام الطبري رضي الله عنه في بغداد والتي تقع في حديقة الرحبي في الأعظمية وإلى جانب الدار تقرر اقامة جامع، ومكتبة، ومرآب للسيارات. والموقع كما جاء في مجلة الأطروحة البغدادية العددان 2 و3 ايلول - تشرين الأول 2002 يقع تحديدا في شارع عشرين حيث دفن الطبري في رحبة يعقوب في ناحية باب خراسان بالجانب الشرقي كما ورد في كتاب تاريخ بغداد للخطيب البغدادي، وفي معجم الأدباء لياقوت الحموي، وكتاب المنتظم لابن الجوزي. وباب خراسان يتوسط المسافة بين باب الشماسية - في نهاية شارع عشرين بالأعظمية تقريبا - حيث يمر نهر الفضل الآتي من الراشدية وباب بردان وعلى هذا يكون باب خراسان في منتصف شارع عشرين ورحبة يعقوب عنده وفيها دار الطبري التي ضمت قبره)، والقبر ظاهر للعيان موجود في الحديقة.
والإمام الطبري هو محمد بن جرير بن يزيد بن كثير بن غالب الشهير بالإمام الطبري، (224 هـ - 310 هـ/839 - 923م)، وهو إمام ومؤرخ ومُفسر وفقيه مسلم صاحب أكبر كتابين في التفسير والتاريخ. وكان مجتهداً في أحكام الدين لا يقلد أحداً، بل قلده بعض الناس وعملوا بأقوالهِ وآرائهِ. ويعتبر من أكثر علماء الإسلام تأليفًا وتصنيفًا.
في عام 2018 قرر ديوان الوقف السني في العراق برئاسة الدكتور عبد اللطيف هميم وبإشراف الأستاذ سعد محمود القيسي مدير عام دائرة الأضرحة والمراقد الدينية بناء مرقد وضريح للامام الطبري في حديقة الرحبي، ويتضمن المبنى مكتبة عامة بالاضافة إلى الضريح.